# آرتورو کروز
آرتورو کروز (انگلیسی: Arturo Cruz; زاده ۱۸ دسامبر ۱۹۲۳ – درگذشته ۹ ژوئیهٔ ۲۰۱۳) دیپلمات، اقتصاددان، و سیاستمدار اهل نیکاراگوئه بود.
آرتورو کروز در  ۹ ژوئیه ۲۰۱۳، در سن ۸۹ سالگی درگذشت.